# 松田誠保
松田 誠保（まつだ まさやす/さねやす）は、戦国時代の武将。尼子氏の家臣。尼子十旗（出雲十旗）の筆頭である出雲国白鹿城主。

## 略歴
松田満久の子として誕生。
永禄5年（1562年）7月、毛利氏の出雲侵攻により米原綱寛、三沢為清、三刀屋久扶らと共に降伏する。ところが、先に降伏していた本城常光が毛利元就に謀殺されたことで、再び尼子氏に帰順した。
永禄6年（1563年）8月、牛尾久信と共に籠城し、毛利氏と戦うが、水源を断たれて開城。父・満久は自害し、誠保は隠岐国に逃れる。永禄12年（1569年）、尼子氏再興を誓う山中幸盛に協力し、尼子氏から毛利氏に寝返った隠岐為清を隠岐に追う。後に元亀元年（1570年）の布部山の合戦、天正5年（1577年）の上月城の戦いにも参加したという。

## 出雲松田氏
松田氏は相模国波多野郷を発祥とする波多野氏の一族で、波多野義常の子、有経が足柄上郡松田郷を得て松田の名を称した。小田原北条氏や宇喜多氏に仕えた松田氏とは同族である。
出雲国の国人で、安来荘の地頭であった。室町時代の後期には島根郡の美保関等に勢力を伸ばしていた。応仁元年（1467年）頃に尼子氏と関係を結び、その影響下に入ったとされている。その詳細な系譜は複数あって不明な点が多い。
松田満重 - 満久 - 誠保 - 吉久(吉重) - 吉政 - 元久
その他の史料では、大永年間の松田宗政、天文年間の松田経通らも確認できる。